# Albert Paulsen
Albert Paulsen (n. 13 decembrie 1925, Guayaquil, Ecuador – d. 25 aprilie 2004, Los Angeles, California, SUA) a fost un actor ecuadorian, emigrat în SUA.

## Filmografie

### Film
- All Fall Down (1962) - Captain Ramirez
- Candidatul manciurian (1962) - Zilkov
- The Three Sisters (1966) - Kulygin
- Gunn (1967) - Nick Fusco
- How to Steal the World (1968) - Dr. Kurt Erikson
- Che! (1969) - Capt. Vasquez
- Mrs. Pollifax-Spy (1971) - Perdido
- Ancheta inspectorului Martin (1973) - Henry Camerero
- The Next Man (1976) - Hamid
- The Gypsy Warriors (1978) - SS Colonel Schlager
- Eyewitness (1981) - Mr. Sokolow
- Dikiy veter (1986) - Maj. Ted Kegan

### Televiziune
- GE True (1962-1963) - Josef Gabchik / Vik
- Combat! (1962-1966) - Col. Bruener / Dorfmann / Gen. Von Strelitz / Carl Dorfmann
- The Untouchables (1962) - Max Zenner
- General Hospital (1963) - Gen. Gastineau (1988)
- The Gallant Men (1963) - General Kile
- 77 Sunset Strip (1963) - Toller Vengrin / Rudolph Gerhardt
- The Man from U.N.C.L.E. (1964-1968) - Dr. Kurt Erikson / Major Vicek
- Twelve O'Clock High (1965) - Arn Borg / Col. Hans Dieter
- Mission: Impossible (1966-1970) - Albert Zembra / Eric Bergman / General Ernesto Neyron / Eric Stavak /  Joseph Baresh
- The F.B.I. (1966) - Nagry
- The Rat Patrol (1966-1968) Colonel Von Helbing / Major Von Brugge
- The Flying Nun (1968) - Pedro Alvarez
- The Name of the Game (1968) - Humberto Benitez
- Hawaii Five-O (1969-1980) - Adrian Cassell / Edmonds / Josef Sarpa / Charley Bombay
- The Silent Force (1970, episode "The Octopus")
- The High Chaparral (1971) - Eduardo Nervo
- A World Apart (1971) - Dr. Neil Stevens
- Search (1973) - Henri Danzig
- Carola (1973) - Col. Kroll
- The Missiles of October (1974, teleplay) - Ambassador Anatoly Dobrynin
- The Rockford Files (1974) "Profit and Loss (Part 2)" - Kurt
- The Odd Couple (1975) - Boris Kalnikov
- Kolchak: The Night Stalker (1975) - Dr. James Verhyden
- Doctors' Hospital (1975) - Janos Varga
- Kojak (1977) - Shelley Briscoe
- Wonder Woman (1978) - Crichton
- Columbo (1978) "The Conspirators" - Vincent Pauley
- Galactica 1980 (1980) - General Yodel
- Manimal (1983) - Russian Agent
- Knight Rider (1985) - Mr. C
- Airwolf (1985) - Shrankov
- Scarecrow and Mrs. King (1986) - Serge Krutiov